# Nausibius radchenkoi
Nausibius radchenkoi (лат.) — ископаемый вид жуков рода Nausibius из семейства Silvanidae (надсемейство Cucujoidea). Обнаружены в эоценовом ровенском янтаре (Украина). Назван в честь доктора биологических наук Александра Радченко (Институт зоологии имени И. И. Шмальгаузена НАН Украины, Киев), специалиста по ископаемым и современным муравьям.

## Описание
Тело мелкого размера (длина около 3,4 мм, ширина надкрылий 1,0 мм мм, длина надкрылий 2,1 мм). Усики 11-члениковые. Ноги короткие и коренастые. Передние тазики почти полусферические; мезококса широко овальная; метакокса овальная, поперечная, не заходит сбоку на надкрылья. Вертлуги, по-видимому, без шипов. Бёдра расширены медиально, слегка вздуты, простые (без зубцов), с глубокой продольной бороздкой вентрально (для приема голеней). Голени слегка изогнуты, расширены в верхней части. Голени простые (не втянутые и не лопастные); тарсомер 4 самый маленький; тарсомер 5 самый длинный, примерно такой же длины, как все предыдущие тарсомеры вместе взятые. Претарзальные коготки простые, равные по размеру, длинные. Вид был впервые описан в 2023 году энтомологами из России (Vitalii Alekseev, Калининград), США (Madeline Pankowski, Rockville, Мэриленд) и Латвии (Andris Bukejs, Даугавпилс).